# Лиазы
Лиа́зы (КФ4) — отдельный класс ферментов, катализирующих реакции негидролитического и неокислительного разрыва различных химических связей (C—C, C—O, C—N, C—S и других) субстрата, обратимые реакции образования и разрыва двойных связей, сопровождающиеся отщеплением или присоединением групп атомов по её месту, а также образованием циклических структур.

## Номенклатура
В общем виде названия ферментов образуются по схеме «субстрат + лиаза». Однако чаще в названии учитывают подкласс фермента.
Лиазы отличаются от других ферментов тем, что в катализируемых реакциях в одном направлении участвуют два субстрата, а в обратной реакции только один. В названии фермента присутствуют слова «декарбоксилаза» и «альдолаза» или «лиаза» (пируват-декарбоксилаза, оксалат-декарбоксилаза, оксалоацетат-декарбоксилаза, треонин-альдолаза, фенилсерин-альдолаза, изоцитрат-лиаза, аланин-лиаза, АТФ-цитрат-лиаза и др.), а для ферментов, катализирующих реакции отщепления воды от субстрата — «дегидратаза» (карбонат-дегидратаза, цитрат-дегидратаза, серин-дегидратаза и др.). В тех случаях, когда обнаружена только обратная реакция, или это направление в реакциях более существенно, в названии ферментов присутствует слово «синтаза» (малат-синтаза, 2-изопропилмалат-синтаза, цитрат-синтаза, гидроксиметилглутарил-CoA-синтаза и др.).
Примеры: гистидиндекарбоксилаза, фумаратгидратаза.

## Классификация
По международной классификации и номенклатуре ферментов лиазы принадлежат к 4 классу, в пределах которого выделяют семь подклассов:
- КФ 4.1 включает ферменты, которые расщепляют углерод-углеродные связи, например, декарбоксилазы (карбокси-лиазы);
- КФ 4.2 — ферменты, расщепляющие углерод-кислородные связи, например, дегидратазы;
- КФ 4.3 — ферменты, расщепляющие углерод-азотные связи (амидин-лиазы);
- КФ 4.4 — ферменты, расщепляющие углерод-серные связи;
- КФ 4.5 — включает ферменты, расщепляющие связи углерод — галоген, например, ДДТ-дегидрохлориназа;
- КФ 4.6 — ферменты, расщепляющие фосфор-кислородные связи, например, аденилатциклаза;
- КФ 4.99 — включает другие лиазы.